# Viorne
Viburnum
Genre
Classification APG III (2009)
Les viornes sont des plantes à fleurs appartenant au genre Viburnum. Ce genre, autrefois classé parmi les Caprifoliacées, fait aujourd'hui partie de la famille des Adoxacées, rangée dans l'ordre des Dipsacales par la classification APG II (alors que la classification APG I se contentait de la situer dans les euasterid II, sans l'inclure dans un ordre). Ce sont des arbrisseaux ou de petits arbres.
Ils sont fréquemment plantés dans les jardins pour l'aspect décoratif de leurs fleurs et de leurs fruits, ces derniers étant souvent très appréciés par les oiseaux. On en compte entre 150 et 220 espèces dans le monde.
Le nom viburnum, également écrit viburna, désignait déjà la viorne chez les Romains. Il pourrait venir du verbe vieo (= lier, attacher, tresser), les rameaux de certaines espèces ayant souvent été utilisés pour la confection de liens grossiers. Pour cette utilisation, la Viorne est appelée ribatya en Algérie, ribat signifiant « lien ». Les rejets, très rectilignes ont souvent été utilisés pour confectionner des fûts de flèche.

## Caractéristiques du genre
- Arbrisseaux à feuilles opposées simples, généralement dentées, entières ou lobées.
- Fleurs disposées en cymes multipares (fausses ombelles).
- Fleurs hermaphrodites. Calice et corolle tubulés, tous deux à 5 lobes. 5 étamines, 3 stigmates (styles non développés).
- Les fruits sont des baies uniloculaires et monospermes.

## Principales espèces
- Viburnum carlesii Hemsl. - Viorne de Carles

Viburnum carlesii

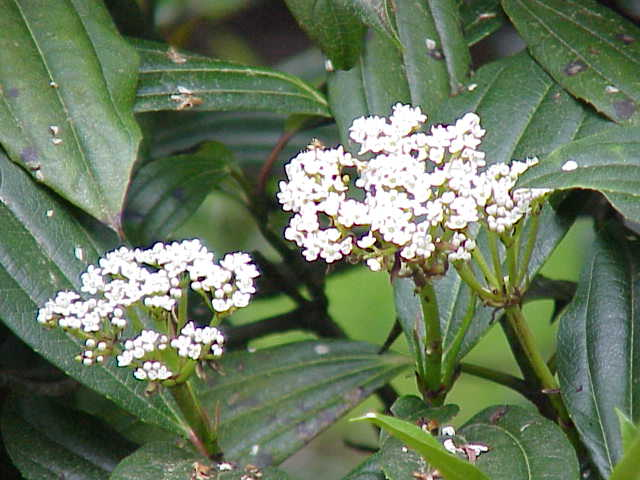
Viburnum davidii
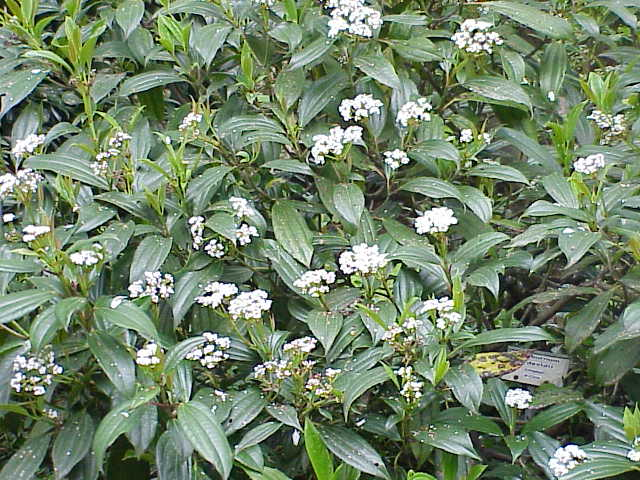
Viburnum davidii

- Viburnum davidii
- Viburnum davidii

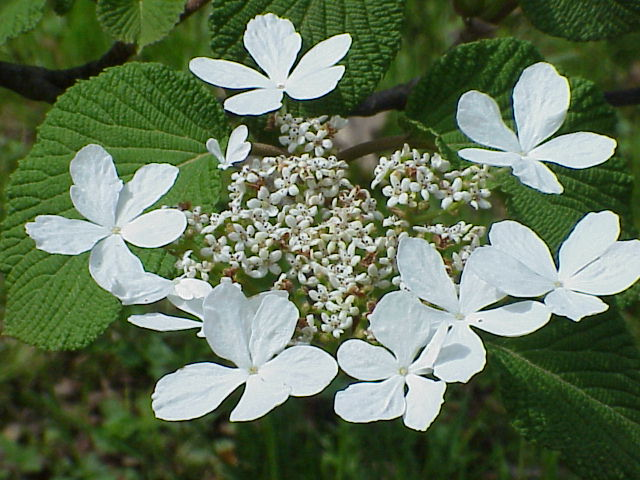
Viburnum edule
- Viburnum farreri Stearn
- Viburnum furcatum

- Viburnum furcatum

- Viburnum globosum

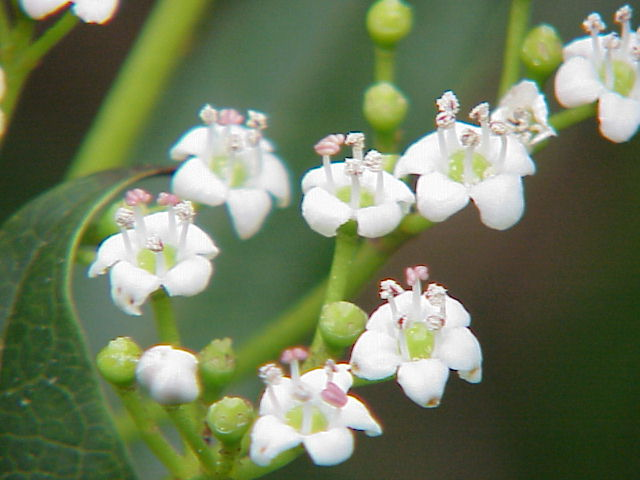
Viburnum globosum
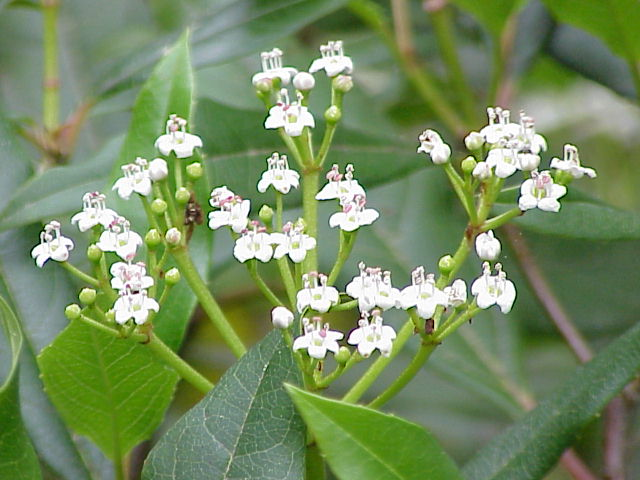
Viburnum globosum
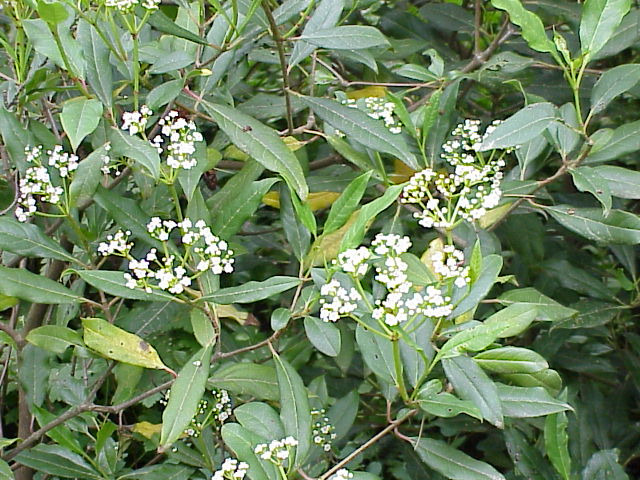
Viburnum globosum

- Viburnum lantana L. - Viorne lantane ou viorne mancienne

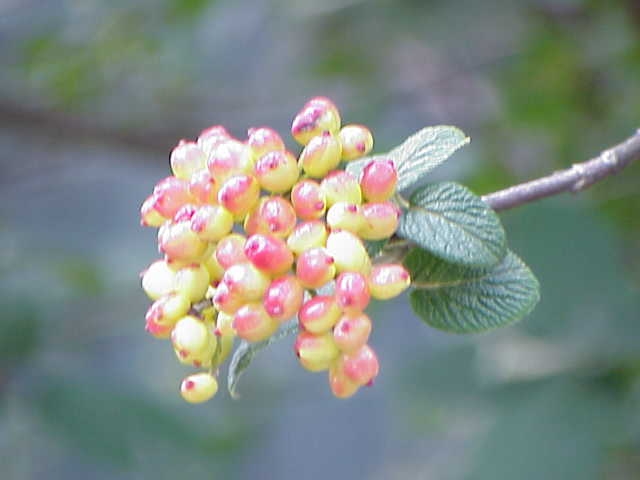
Viburnum lantana

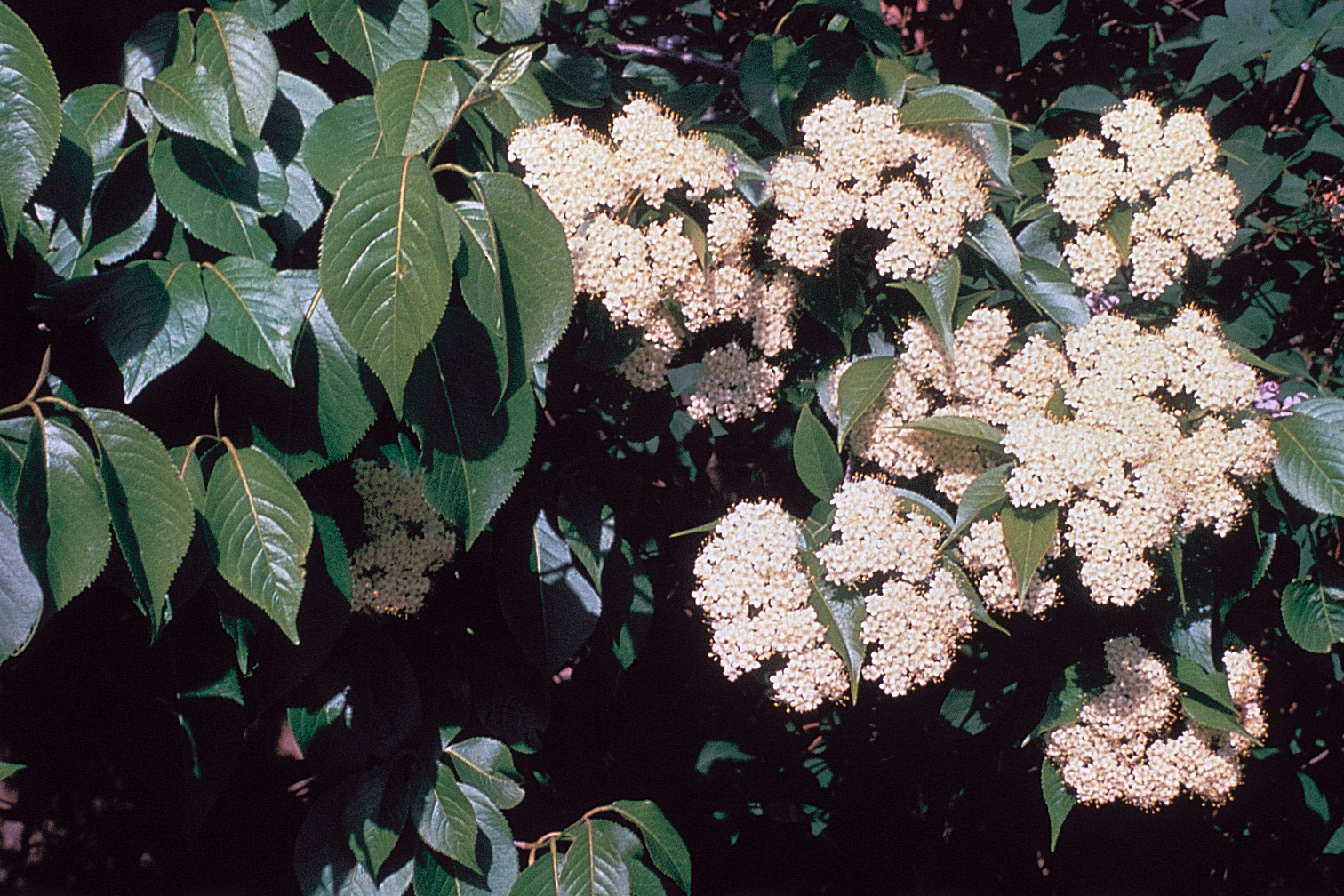
Viburnum lentago

- Viburnum lentago

- Viburnum nudum

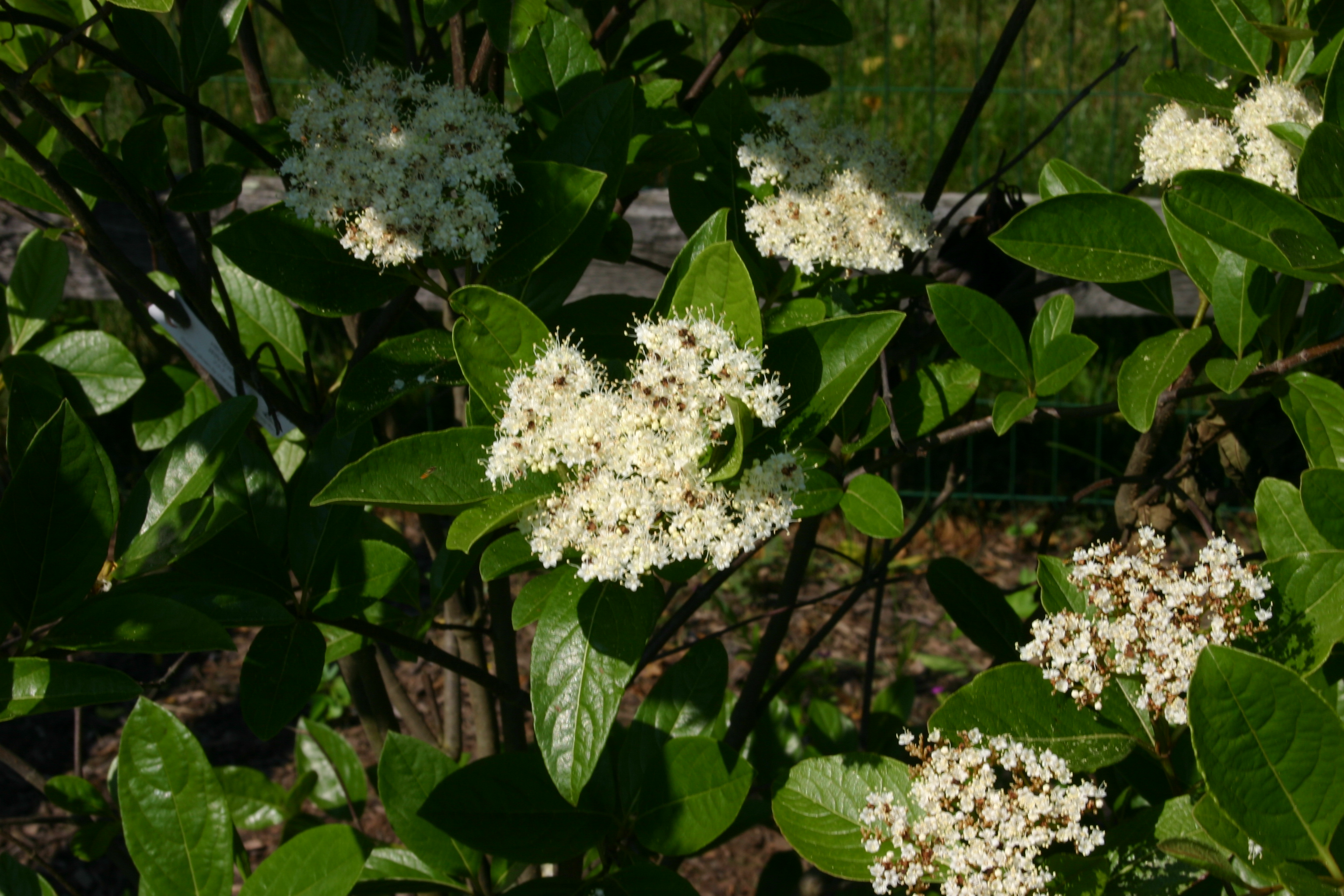
Viburnum nudum

- Viburnum odoratissimum Ker Gawl. originaire de Chine et de l'Himalaya.

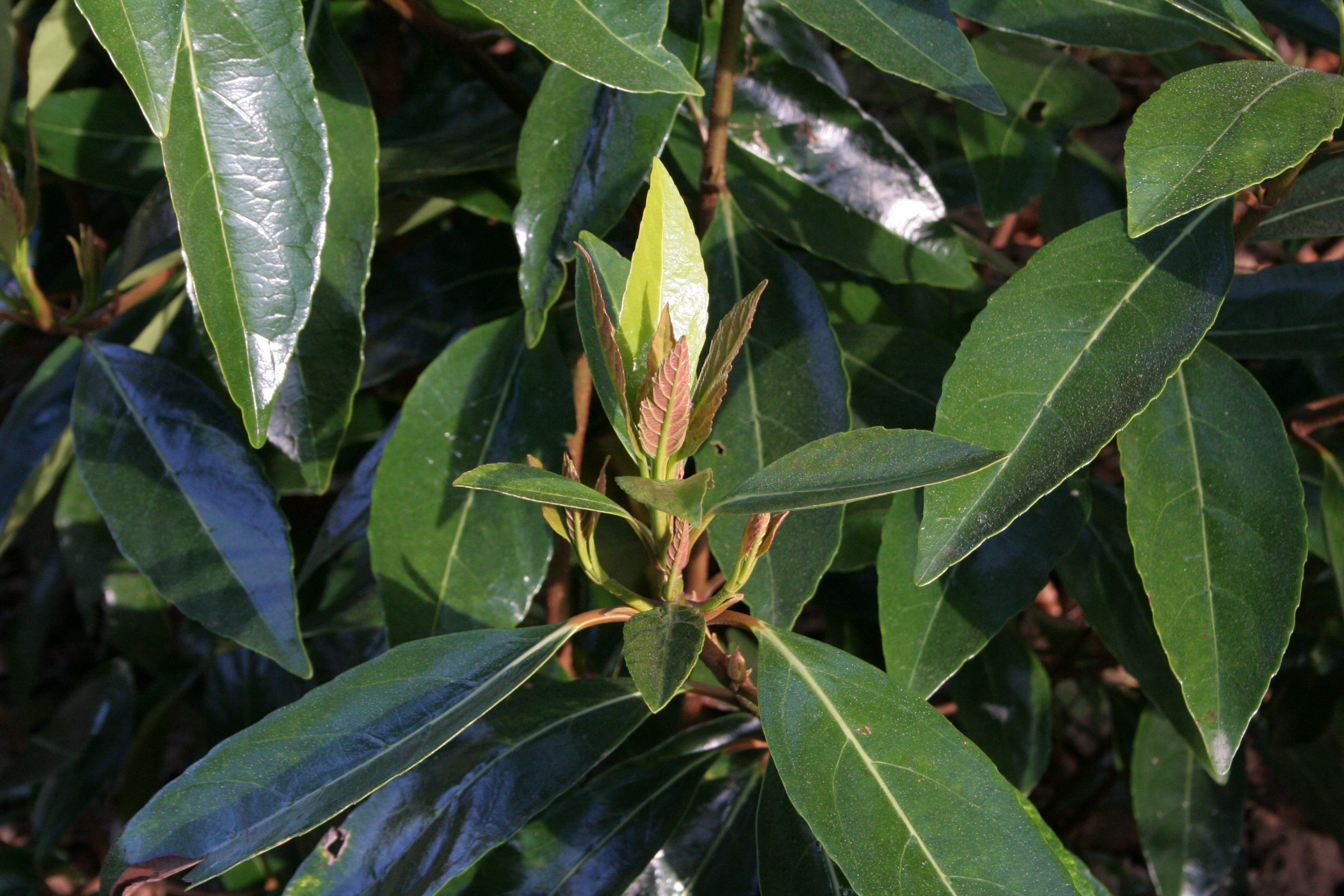
Viburnum odoratissimum

- Viburnum opulus L. - Viorne obier

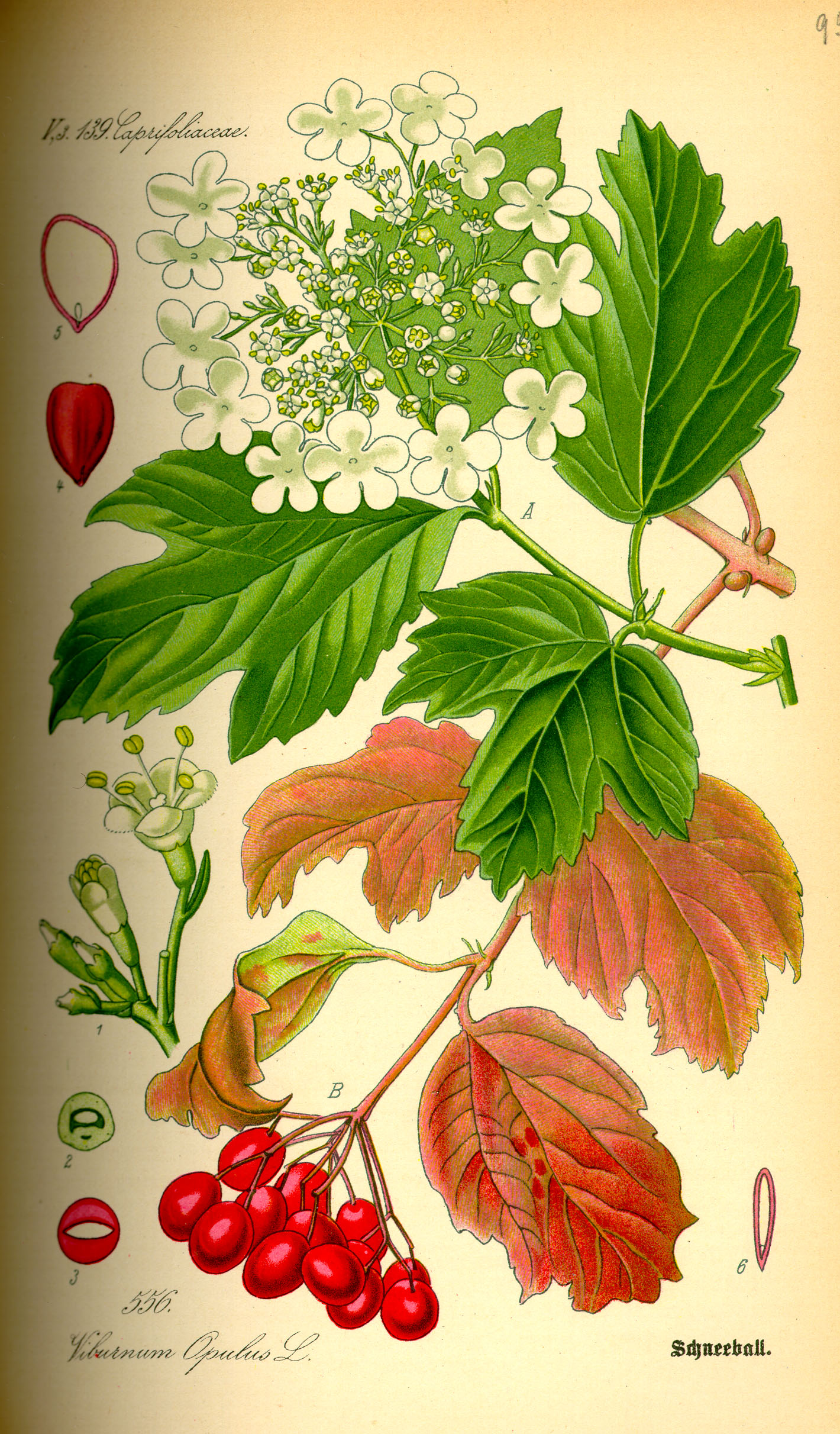
Viburnum opulus
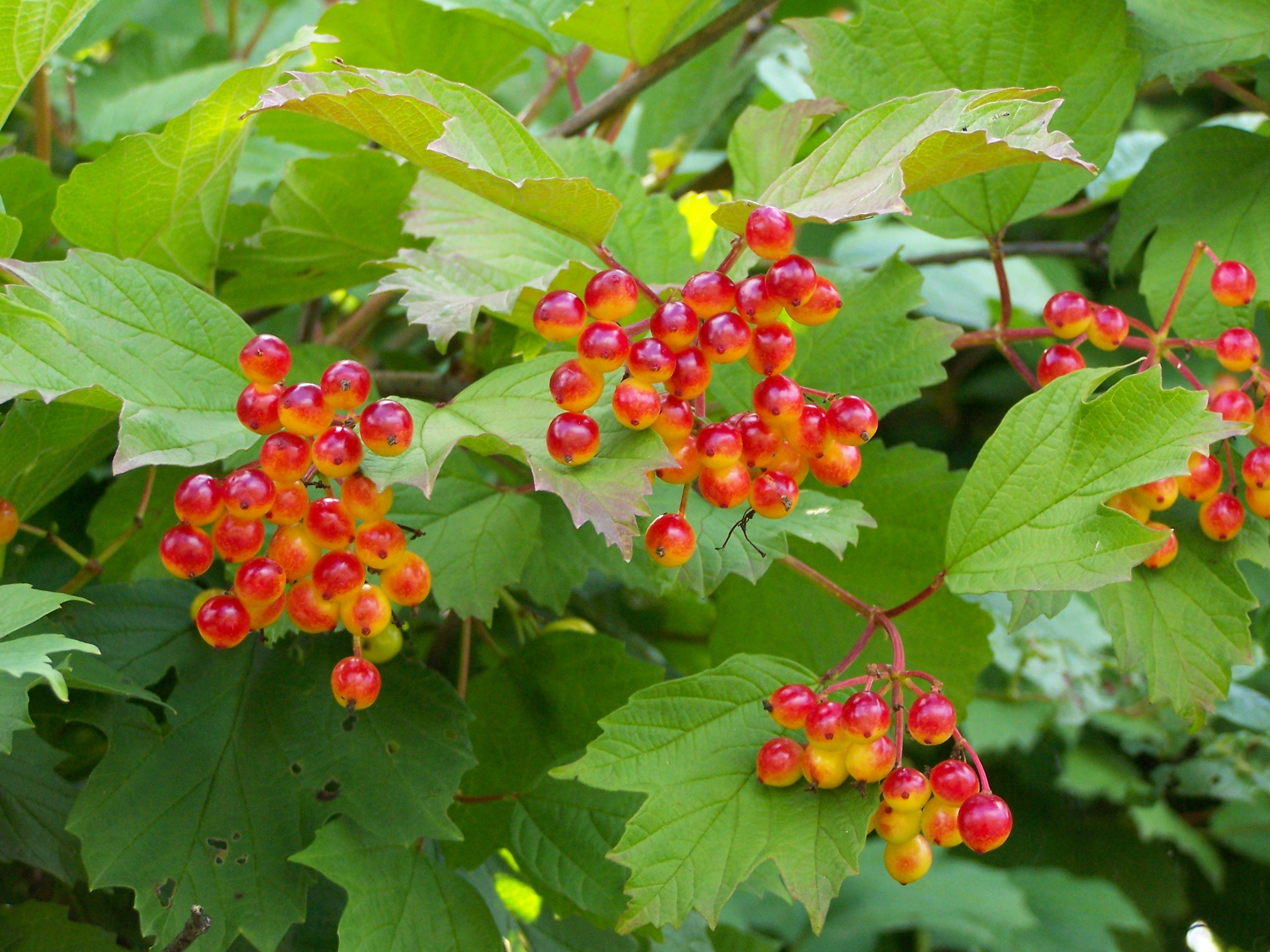
Viburnum opulus
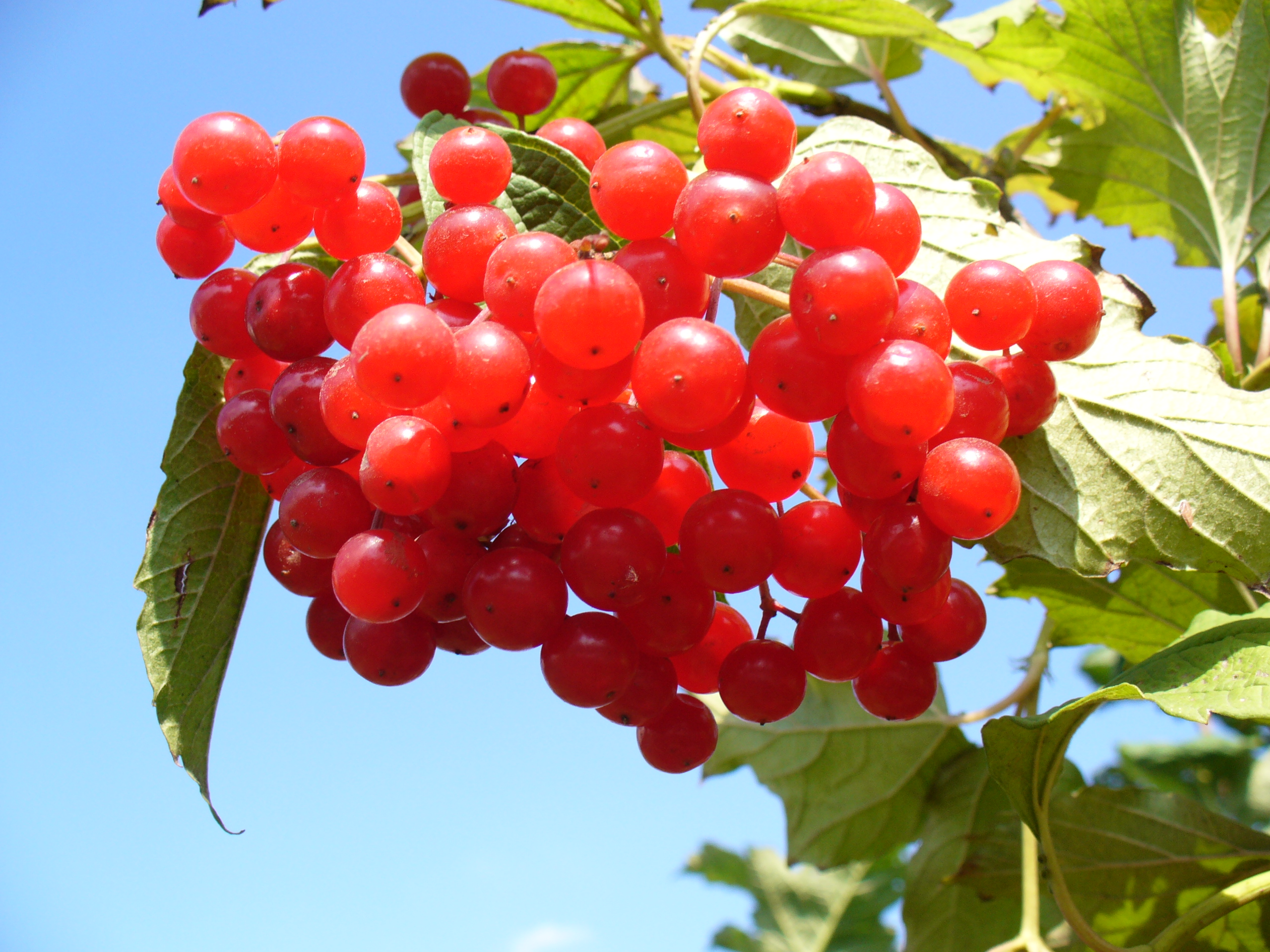
Viburnum opulus

- Viburnum plicatum Thunb.

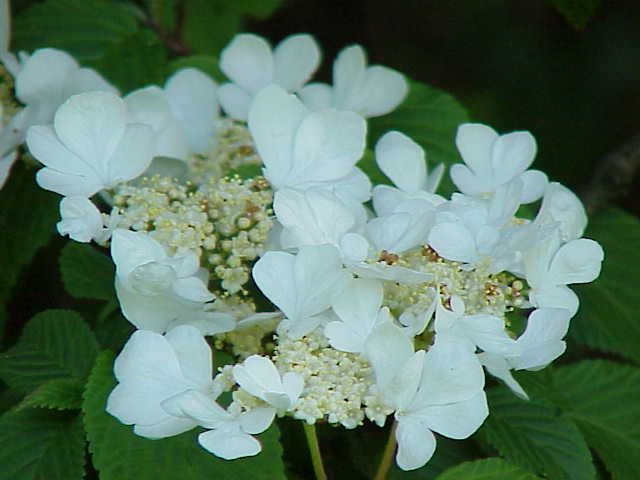
Viburnum plicatum

- Viburnum rhytidophyllum Hemsl. ex F.B.Forbes & Hemsl.

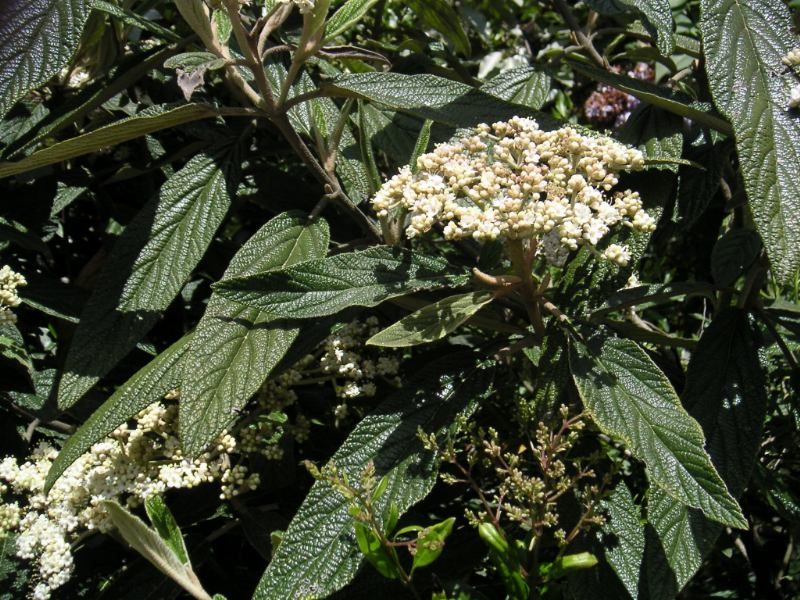
Viburnum rhytidophyllum

- Viburnum tinus L. - Viorne tin ou laurier-tin

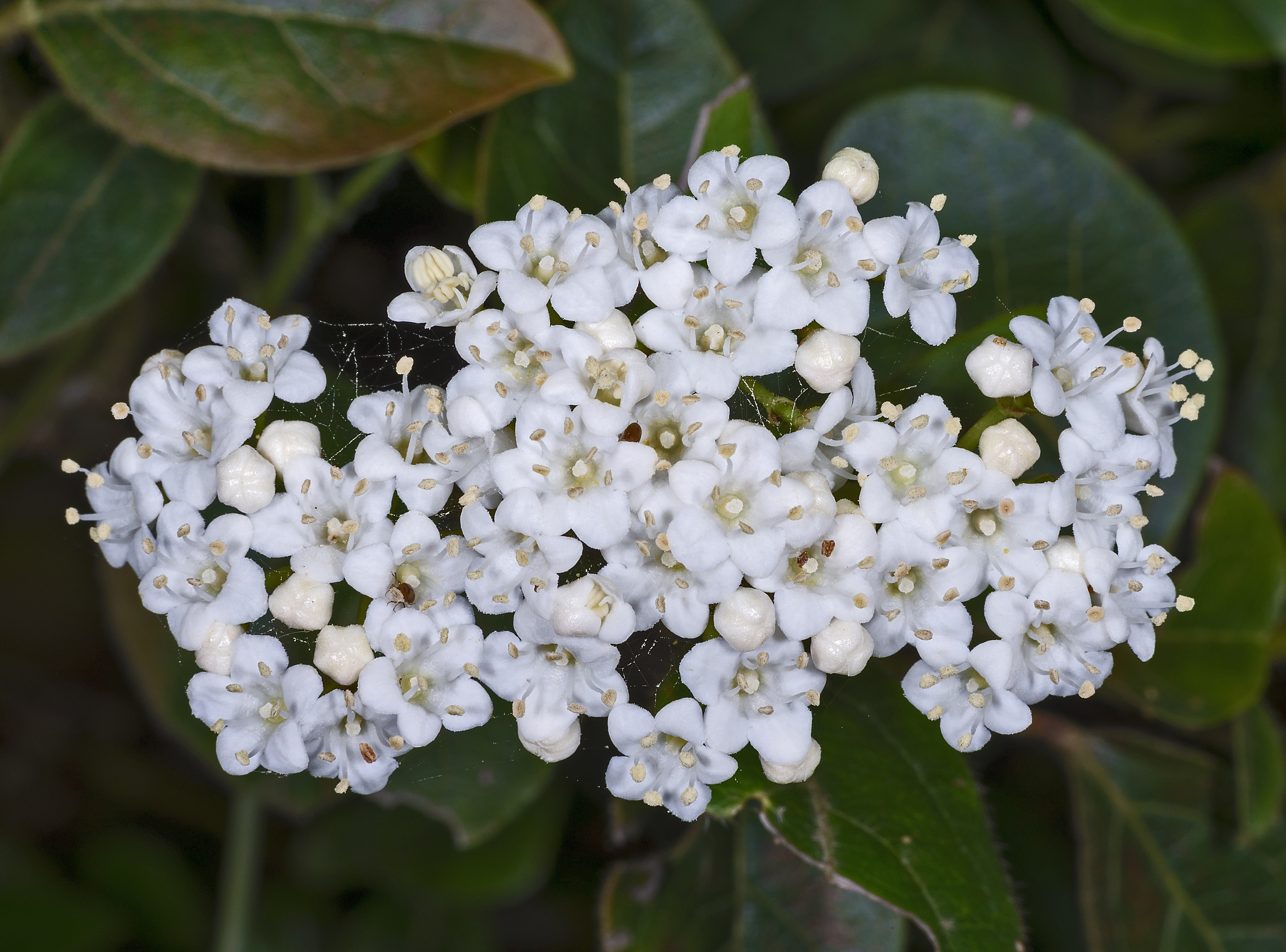
Viburnum tinus
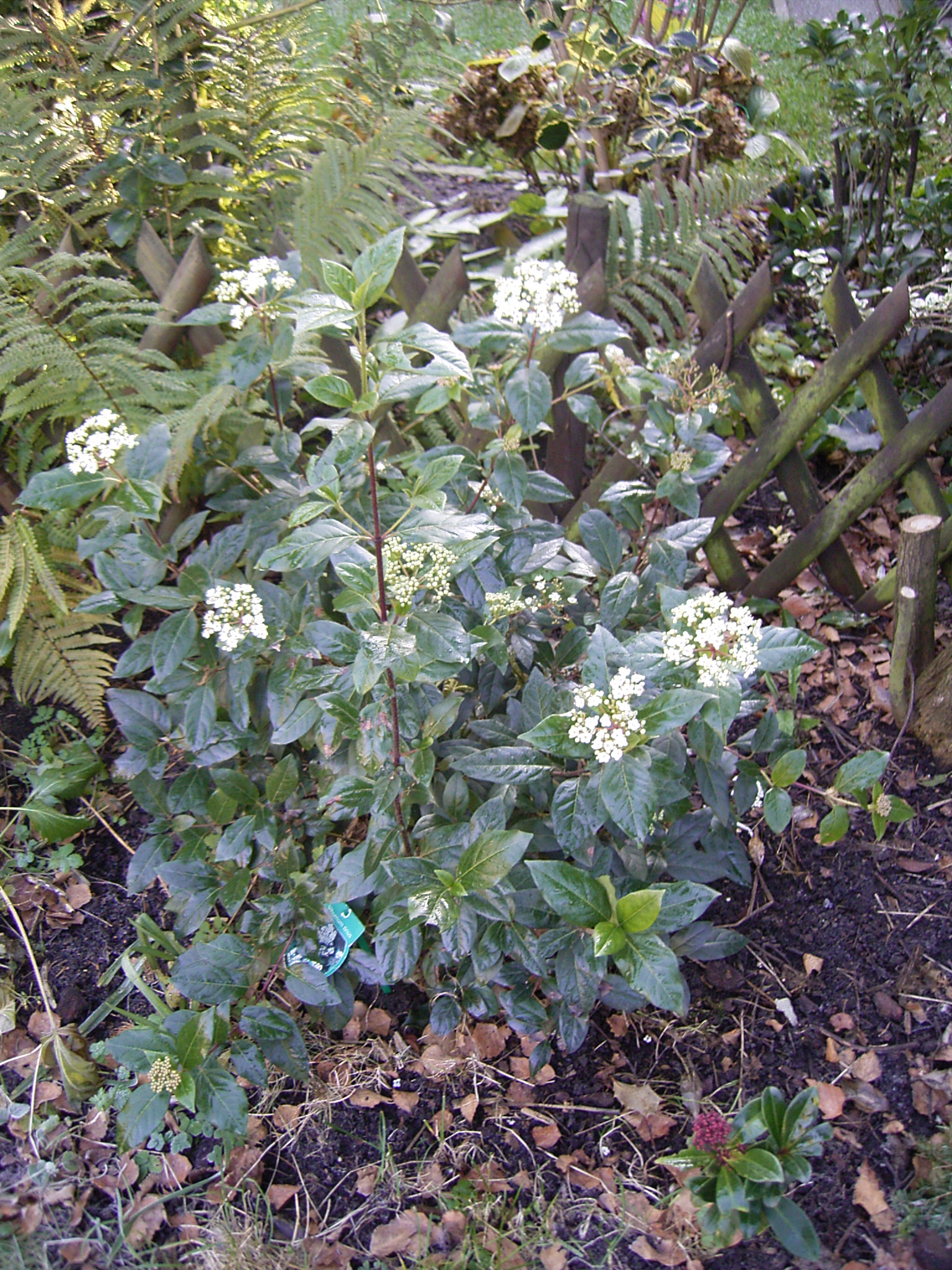
Viburnum tinus Gwenllian
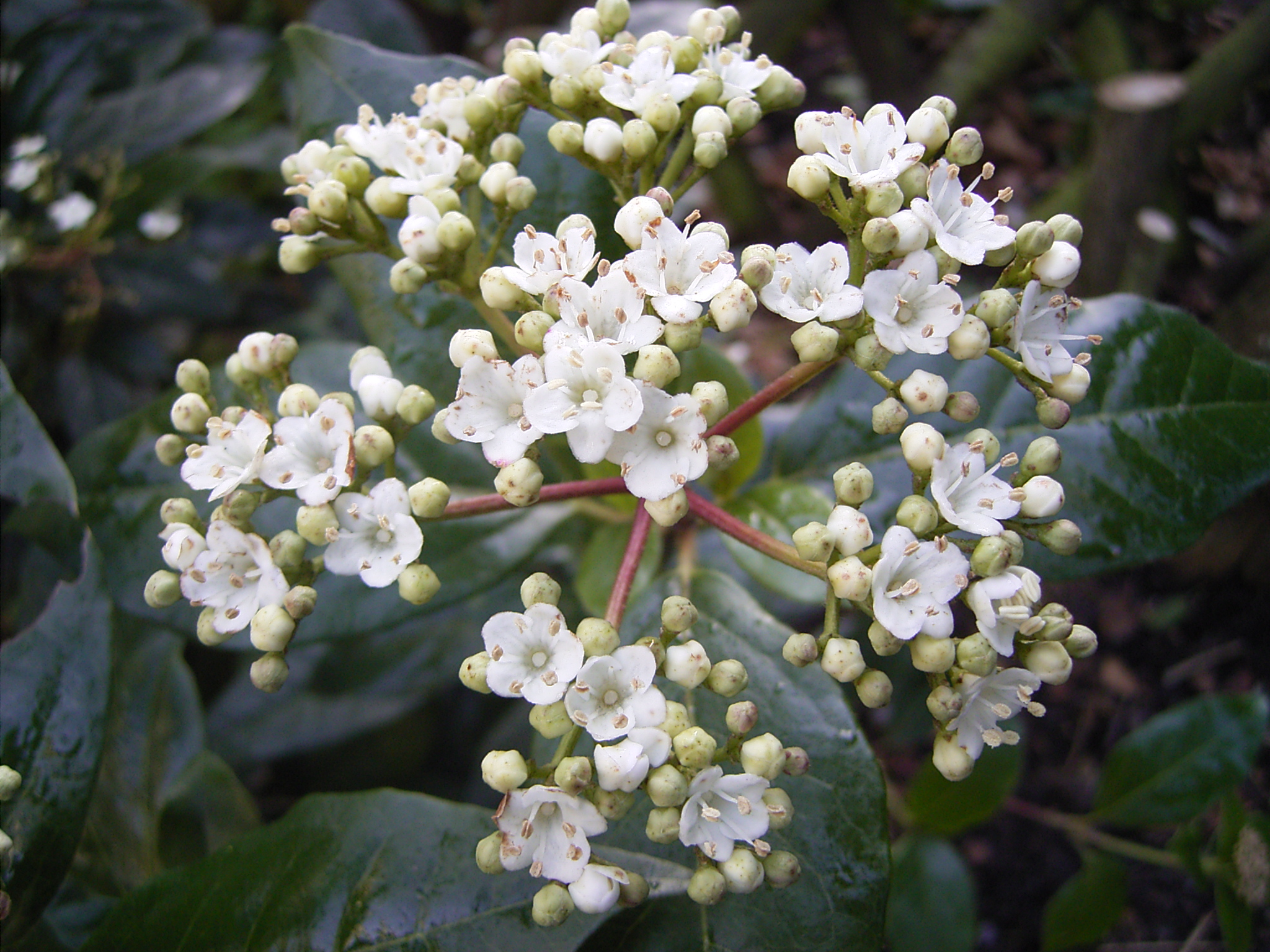
Viburnum tinus Gwenllian

- Viburnum trilobum Marshall
- Viburnum utile

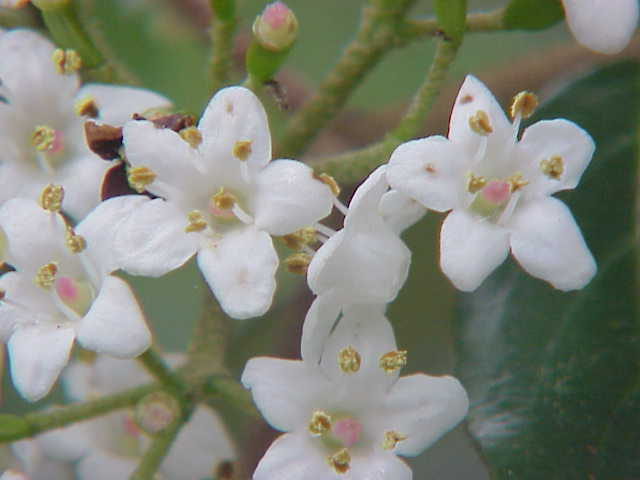
Viburnum utile
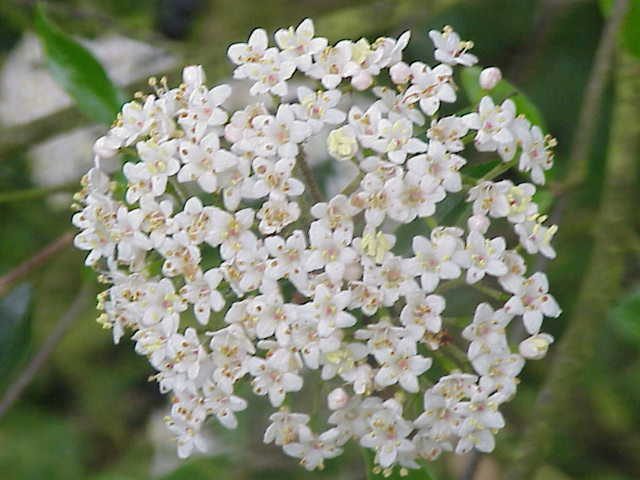
Viburnum utile
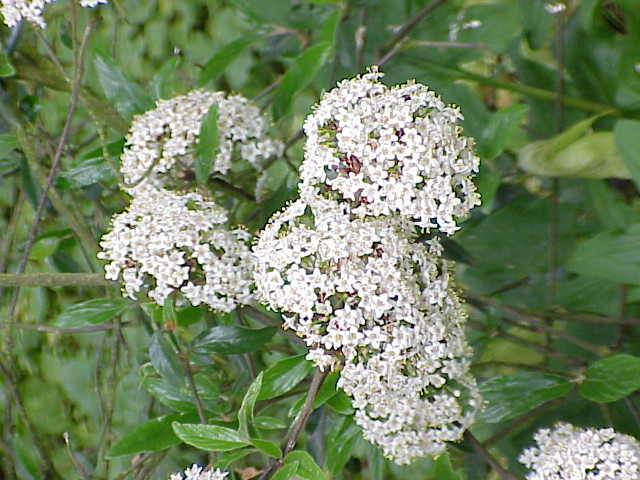
Viburnum utile
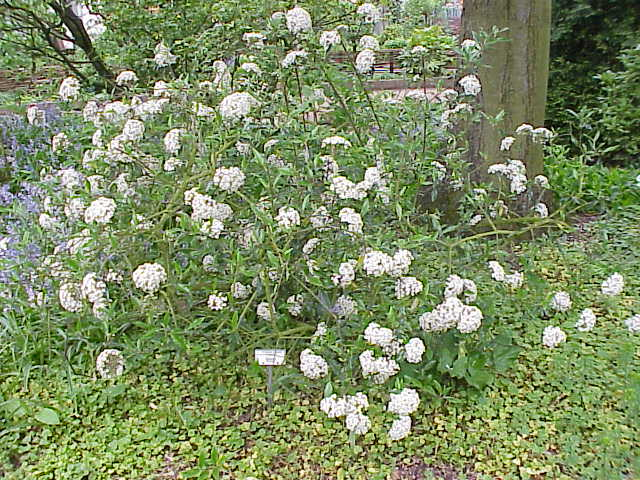
Viburnum utile

- Viburnum x bodnantense (issu de l'hybridation de Viburnum grandiflorum et de Viburnum farreri)

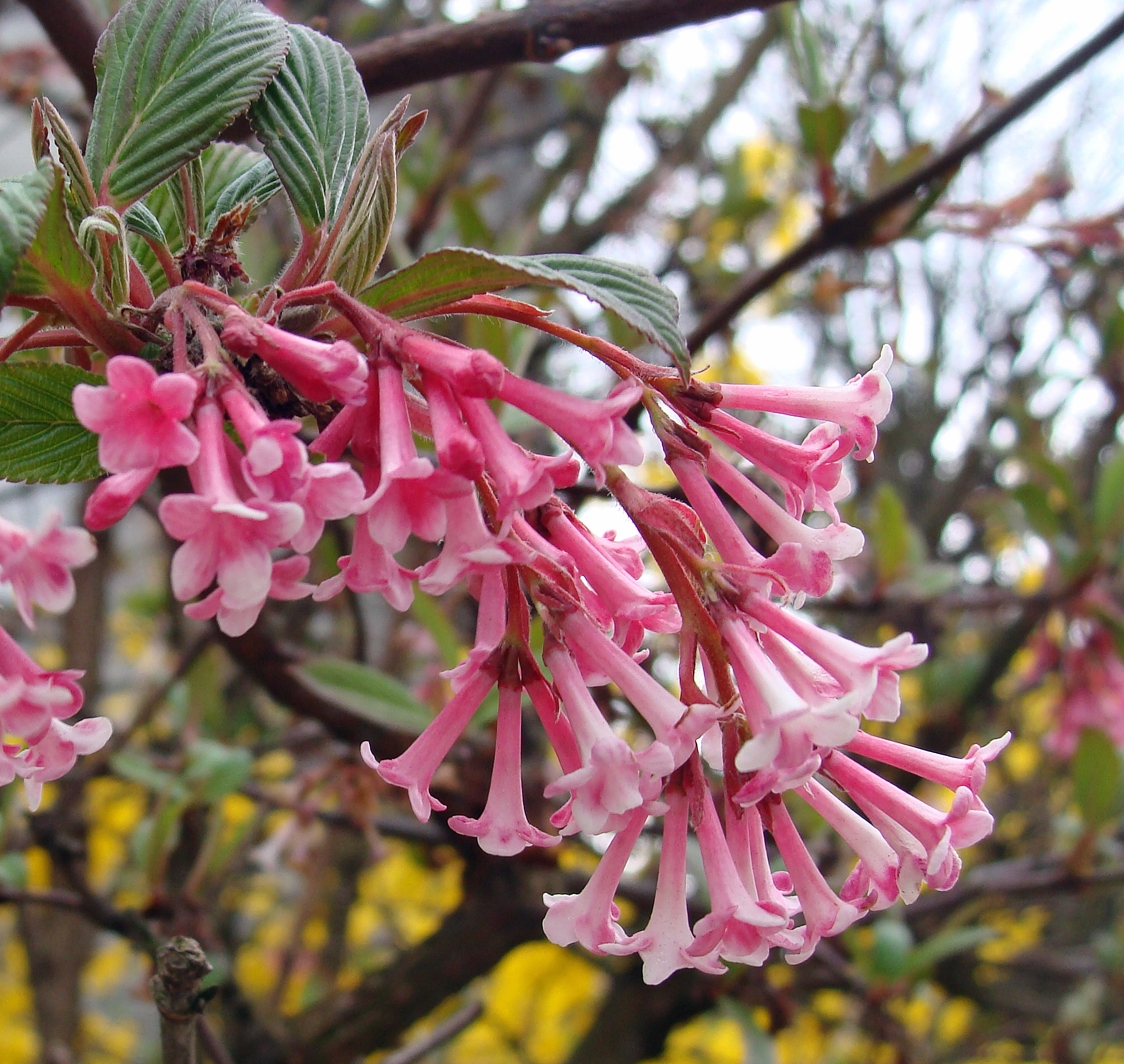
Viburnum x bodnantense dawn

## Liste d'espèces
Selon NCBI (29 Jul 2010) :
- Viburnum acerifolium
- Viburnum awabuki
- Viburnum betulifolium
- Viburnum brachybotricum
- Viburnum carlesii
- Viburnum cinnamomifolium
- Viburnum clemensae
- Viburnum cotinifolium
- Viburnum cylindricum
- Viburnum davidii
- Viburnum dentatum
- Viburnum dilatatum
- Viburnum edule
- Viburnum elatum
- Viburnum ellipticum
- Viburnum erosum
- Viburnum erubescens
- Viburnum farreri
- Viburnum foetidum
- Viburnum furcatum
- Viburnum hartwegii
- Viburnum japonicum
- Viburnum jucundum
- Viburnum kansuense
- Viburnum koreanum
- Viburnum lantana
- Viburnum lantanoides
- Viburnum lentago
- Viburnum lobophyllum
- Viburnum macrocephalum
- Viburnum melanocarpum
- Viburnum molle
- Viburnum mongolicum
- Viburnum nervosum
- Viburnum nudum
- Viburnum odoratissimum
- Viburnum opulus
- Viburnum orientale
- Viburnum phlebotrichum
- Viburnum plicatum
- Viburnum propinquum
- Viburnum prunifolium
- Viburnum rafinesquianum
- Viburnum rhytidophyllum
- Viburnum rufidulum
- Viburnum setigerum
- Viburnum sieboldii
- Viburnum stenocalyx
- Viburnum suspensum
- Viburnum sympodiale
- Viburnum taiwanianum
- Viburnum tinus
- Viburnum treleasei
- Viburnum triphyllum
- Viburnum urceolatum
- Viburnum utile
- Viburnum wrightii
- Viburnum sp. Qiu 95083

Selon ITIS (29 Jul 2010) :
- Viburnum acerifolium L.
- Viburnum ashei Bush
- Viburnum bracteatum Rehd.
- Viburnum buddleifolium C. Wright
- Viburnum dentatum L.
- Viburnum dilatatum Thunb.
- Viburnum edule (Michx.) Raf.
- Viburnum ellipticum Hook.
- Viburnum × jackii Rehd.
- Viburnum lantana L.
- Viburnum lantanoides Michx.
- Viburnum lentago L.
- Viburnum molle Michx.
- Viburnum nudum L.
- Viburnum obovatum Walt.
- Viburnum odoratissimum Ker-Gawl.
- Viburnum opulus L.
- Viburnum plicatum Thunb.
- Viburnum prunifolium L.
- Viburnum rafinesquianum J.A. Schultes
- Viburnum × rhytidophylloides Sur.
- Viburnum rhytidophyllum Hemsl.
- Viburnum rufidulum Raf.
- Viburnum sargentii Koehne
- Viburnum semitomentosa (Michx.) Rehd.
- Viburnum setigerum Hance
- Viburnum sieboldii Miq.
- Viburnum suspensum Lindley
- Viburnum tinus L.
- Viburnum tomentosa Thunb.

## Dans la culture
C'est un emblème végétal en Ukraine. Oï ou louzi tchervona kalyna est une chanson patriotique ukrainienne sur la viorne.